# Robert Baker (cestista)
Robert Baker II (Woodstock, 28 giugno 1998) è un cestista statunitense.